# Jungfernreben
Jungfernreben (Parthenocissus), auch Zaunreben oder Wilder Wein ist eine Pflanzengattung innerhalb der Familie der Weinrebengewächse (Vitaceae). Die etwa 13 Arten sind in den gemäßigten Gebieten Asiens und Nordamerikas weitverbreitet. Einige Arten und ihre Sorten werden als Zierpflanze hauptsächlich zur Begrünung von Häuserwänden, Mauern und Zäunen verwendet. 

## Beschreibung

### Vegetative Merkmale
Parthenocissus-Arten sind, ähnlich wie Vitis vinifera, sommergrüne Lianen. Die Besonderheit sind die meist vorhandenen, blattgegenständigen Sprossranken am Ende, die oft zu scheibchenförmigen Haftorganen umgewandelt sind. Die wechselständigen, ganzrandigen, gestielten Laubblätter sind einfach und gelappt oder drei- bis siebenteilig gefingert. Die Blättchen sind gesägt bis gezähnt. Nebenblätter sind oft vorhanden.

### Generative Merkmale
Die Blütenstände sind zymös, rispig verzweigt und blattgegen-, achsel- oder endständig. Die Blüten sind zwittrig oder seltener funktional männlich.
Die unscheinbaren Blüten sind radiärsymmetrisch und fünfzählig mit doppelter Blütenhülle. Der Kelch ist becherförmig, oft gestutzt bis minimal gezähnt. Die fünf grünlichen Kronblätter sind frei. Es ist nur ein Kreis mit fünf Staubblättern vorhanden; sie sind auf den Kronblättern angewachsen (epipetal). Der zweikammerige Fruchtknoten ist oberständig mit einem kurzen Griffel. Ein intrastaminaler Diskus ist vorhanden.
Die bläulich schwarzen, oft „bereiften“ Beeren enthalten nur ein bis vier meist kugelige bis eiförmige Samen.

## Systematik und Verbreitung
Die Gattung Parthenocissus wurde 1887 durch Jules Émile Planchon in Alphonse Louis Pierre Pyramus de Candolle und Anne Casimir Pyramus de Candolle: Monographiae Phanerogamarum, Band 5, S. 447–453 aufgestellt. Der Gattungsname Parthenocissus setzt sich aus den griechischen Worten parthenos für „Jungfrau“ und kissos für „Efeu“ zusammen. Synonyme für Parthenocissus Planch. sind  Psedera Necker ex E.L.Greene und Quinaria Raf. non Lour.
Es gibt etwa 13 Parthenocissus-Arten:
- Parthenocissus chinensis C.L.Li: Sie gedeiht an trockenen bis halbtrockenen Standorten und an felsigen Hängen in Höhenlagen von 1300 bis 2300 Metern in den chinesischen Provinzen südwestliches bis westliches Sichuan sowie nordwestliches Yunnan.
- Parthenocissus dalzielii Gagnep. (Syn.: Parthenocissus landuk Gagnep. nom. illeg. superfl., Vitis landuk Miq. nom. illeg. superfl.): Sie gedeiht in Wäldern und Strauchvegetation in Höhenlagen von 200 bis 3800 Metern in China.
- Parthenocissus feddei (H.Lév.) C.L.Li (Syn.: Vitis feddei H.Lév.): Sie gedeiht in felsigen Bereichen von Tälern in Höhenlagen von 600 bis 1100 Metern in den chinesischen Provinzen Guangdong, Guizhou, Hubei sowie Hunan.
- Parthenocissus henryana (Hemsley) Graebn. ex Diels & Gilg: Die zwei Varietäten gedeihen meist an feuchten Felsen in Höhenlagen von 100 bis 1500 Metern in China.
- Parthenocissus heterophylla (Blume) Merr. aus China und Taiwan.
- Parthenocissus laetevirens Rehder: Sie gedeiht in Wäldern von Tälern und Strauchvegetation an Hängen in Höhenlagen von 100 bis 1100 Meter in den chinesischen Provinzen Anhui, Fujian, Guangdong, Guangxi, Henan, Hubei, Hunan, Jiangsu, Jiangxi, Sichuan sowie Zhejiang.
- Selbstkletternde Jungfernrebe, auch (Fünfblättriger) Wilder Wein genannt,[3] (Parthenocissus quinquefolia (L.) Planch., Syn.: Hedera quinquefolia L., Ampelopsis quinquefolia (L.) Michaux, Parthenocissus engelmannii Koehne & Graebn., Psedera quinquefolia (L.) Greene, Quinaria hederacea Rafinesque nom. illeg., Vitis quinquefolia (L.) Lam., Parthenocissus heptaphylla (Buckley) Britton ex Small): Die Heimat ist das östliche Nordamerika.
- Parthenocissus semicordata (Wall. ex Roxb.) Planch. (Syn.: Parthenocissus cuspidifera var. pubifolia C.L.Li, Parthenocissus himalayana (Royle) Planch., Parthenocissus himalayana var. rubrifolia (H.Lév. & Vaniot) Gagnep., Parthenocissus himalayana var. vestita (Royle) Hand.-Mazz., Parthenocissus semicordata var. rubrifolia (H.Lév. & Vaniot) C.L.Li, Psedera himalayana (Royle) C.K.Schneid., Vitis himalayana (Royle) Brandis, Vitis himalayana var. semicordata (Wall.) Wall., Vitis himalayana var. semicordata (Wall.) M.A.Lawson, Vitis rubrifolia H.Lév. & Vaniot, Vitis semicordata Wall., Vitis semicordata var. himalayana (Royle) Kurz ex Hance): Sie stammt aus dem Himalaja.
- Parthenocissus suberosa Hand.-Mazz., auch Dreilappiger Wilder Wein genannt (Parthenocissus tricuspidata var. ferruginea W.T.Wang): Sie gedeiht an Felsen in Höhenlagen von 500 bis 1000 Metern in den chinesischen Provinzen Guangxi, Guizhou, Hunan sowie Jiangxi.
- Dreispitzige Jungfernrebe, selten auch Veitschrebe, Mauerkatze, Veitschi genannt (Parthenocissus tricuspidata (Sieb. et Zucc.) Planch. Syn.: Ampelopsis haponica auct., Ampelopsis minima auct., Ampelopsis tricuspidata Siebold & Zucc., Ampelopsis veitchii auct., Cissus thunbergii Siebold & Zucc., Cissus tricuspidata Siebold & Zucc., Parthenocissus thunbergii (Siebold & Zucc.) Nakai, Psedera thunbergii (Siebold & Zucc.) Nakai, Psedera tricuspidata (Siebold & Zucc.) Rehder, Vitis inconstans Miq., Vitis taquetii H.Lév., Vitis thunbergii (Siebold & Zucc.) Druce, Vitis tricuspidata (Siebold & Zucc.) Lynch): Das Verbreitungsgebiet ist China, Korea und Japan.
- Gewöhnliche Jungfernrebe, auch Rankender Mauerwein genannt (Parthenocissus inserta (A.Kern.) Fritsch, Syn.: Parthenocissus vitacea (Knerr) Hitchc.): Sie ist im westlichen und nördlichen Nordamerika weitverbreitet.

## Perldrüsen
Bei feuchtwarmen Klima, meist in Gewächshäusern, lassen sich an den jungen Trieben und an den Blattunterseiten des Weins kleine weiß-durchsichtige Kügelchen finden. Diese sind keine Schädlinge, sondern Perldrüsen, die die Wasserabgabe der Triebe unterstützen, und die Nährstoffgrundlage für ungefährliche Raubmilben bilden können.

## Rezeption
Der norwegische Maler Edvard Munch verwendet das botanische Motiv für sein 1898/1900 entstandenes Gemälde Roter Wilder Wein.